# بوشيني مزعج
بوشيني مزعج (الاسم العلمي: Puccinia vexans) هو نوع من الفطريات يتبع جنس البوشيني من فصيلة البوشينية.